# Gwizdkor hotentocki
Gwizdkor hotentocki (Parotomys brantsii) – gatunek gryzonia z rodziny myszowatych.

## Średnie wymiary
- Długość ciała: 13,5-17 cm
- Długość ogona: 7,5-12 cm

## Występowanie
Występuje na piaszczystych równinach Republiki Południowej Afryki - Kraj Przylądkowy.

## Tryb życia
Gwizdkor hotentocki prowadzi kolonijny tryb życia. Kopie nory, ale buduje także naziemne gniazda z gałązek i trawy. Jest czujnym, płochliwym i ostrożnym zwierzęciem, prawie zawsze przebywający w pobliżu swojej kryjówki. Żywi się głównie liśćmi różnych gatunków łobód. Żeruje zwykle w ciągu dnia. Co 3 lub 4 lata zdarzają się masowe pojawy tego gryzonia, podczas których zwierzęta żywią się roślinami uprawnymi, wyrządzając poważne szkody.

## Rozmnażanie
Samica gwizdkora hotentockiego prawdopodobnie rodzi młode 4 razy do roku. W każdym miocie przychodzą na świat od 2 do 4 młodych.